# Komet Wells
Komet Wells ali C/1882 F1 je komet, ki ga je v ZDA 18. marca 1882 odkril ameriški astronom Charles S. Wells na Observatoriju Dudley.

## Lastnosti
Soncu se je najbolj približal 11. junija 1882 , 
ko je bil na razdalji okoli 0,06 a.e. od Sonca. 
Komet je bil viden s prostim očesom od zadnjih dni v maju do začetka julija. Proti koncu maja je bil viden v ozvezdju Žirafe (Camelopardalis), kjer je bil viden zjutraj in zvečer .